# Рощин, Анатолий Александрович
Анато́лий Алекса́ндрович Ро́щин (10 марта 1932, Гавердово — 5 января 2016, Санкт-Петербург) — советский борец греко-римского стиля, олимпийский чемпион (1972), двукратный серебряный призёр Олимпийских игр (1964, 1968), трёхкратный чемпион мира (1963, 1969, 1970), чемпион Европы (1966), четырёхкратный чемпион СССР (1962, 1963, 1967, 1971) по греко-римской борьбе и двукратный чемпион СССР (1956, 1960) по самбо. Заслуженный мастер спорта СССР (1963). Судья всесоюзной (1975) и международной (1979) категории. Полковник запаса. Член КПСС с 1962 года.

## Биография
Воспитывался в семье, состоящей из четырёх детей, после гибели отца (погиб подо Ржевом в 1942 году), детей воспитывала мать. В детстве занимался баскетболом, гиревым спортом (серебряный призёр первенства Рязанской области 1949 года). В начале 1950-х годов переехал в Москву, работал электриком. Заниматься борьбой начал в ДСО «Труд».
В 1951 году призван на военную службу. Служил на флоте (Кронштадт), активно занимался вольной, классической борьбой, а также самбо, участвовал в соревнованиях по этим видам спорта. С 1955 года в ЦСКА. Мастер спорта СССР по самбо (1957). Мастер спорта СССР по классической борьбе (1957).
В 1958 году перенёс серьезную операцию по удалению части щитовидной железы.
С 1959 года жил в Ленинграде. Являлся студентом Санкт-Петербургского государственного университета аэрокосмического приборостроения (ГУАП). В сборной СССР с 1961 года. Тренировался у Алексея Струженцева.
Дебютировал на Олимпиаде 1964 года в Токио в возрасте 32 лет и завоевал серебро в категории свыше 97 кг, сведя вничью финальную схватку с 167-килограммовым венгром Иштваном Козмой, имевшим меньше штрафных баллов. Через 4 года Рощин вновь стал вторым в этой категории, не сумев выиграть в финальном поединке у того же Козмы, который штрафных баллов не имел. В 1972 году в Мюнхене 40-летний Рощин всё же стал олимпийским чемпионом, победив в категории свыше 100 кг.
Перед выходом на ковёр, по собственному признанию, любил поругаться, покричать, чтобы завестись и настроиться на схватку.
После окончания спортивной карьеры преподавал в Военном институте физической культуры в Ленинграде, занимался судейской деятельностью, отдавал много времени работе в Совете ветеранов спорта при Спортивном клубе армии.
Похоронен на Серафимовском кладбище в Санкт-Петербурге.

## Спортивные результаты

### Классическая борьба
- Чемпионат СССР по классической борьбе 1961 года — ;
- Чемпионат СССР по классической борьбе 1962 года — ;
- Классическая борьба на летней Спартакиаде народов СССР 1963 года — ;
- Чемпионат СССР по классической борьбе 1964 года — ;
- Чемпионат СССР по классической борьбе 1965 года — ;
- Классическая борьба на летней Спартакиаде народов СССР 1967 года — ;
- Чемпионат СССР по классической борьбе 1968 года — ;
- Чемпионат СССР по классической борьбе 1971 года — ;
- Чемпионат СССР по классической борьбе 1972 года — ;

### Самбо
- Чемпионат СССР по самбо 1956 года — ;
- Чемпионат СССР по самбо 1960 года — .

## Государственные награды
- орден Ленина (1972)
- орден Трудового Красного Знамени (30.05.1969)
- орден «Знак Почёта»
- медаль «За трудовую доблесть» (1965)